# Эшноз, Жан
Жан Эшноз (фр. Jean Echenoz) (род. 1947) — французский писатель, автор романов в жанре иронического и пародийного детектива.

## Биография
Жан Эшноз родился 26 декабря 1947 года в Оранже в семье психиатра. Его детство прошло в Авероне, затем в Альпах Верхнего Прованса.

## Признание и награды
- 1979 — Премия Фенеона за роман Le Méridien de Greenwich.
- 1983 — Премия Медичи за роман Cherokee.
- 1995 — Премия Ноябрь за роман «Высокие блондинки»
- 1999 — Гонкуровская премия за роман Je m’en vais.
- 2006 — Большая литературная премия Поля Морана

## Произведения
- Le Méridien de Greenwich, 1979
- Cherokee, 1983
- L'Équipée malaise, 1986
- Lac, 1989
- Nous Trois, 1992
- Les Grandes Blondes, 1995
- Un an, 1997
- Je m’en vais, 1999
- Jérôme Lindon, 2001
- Au piano, 2003
- Ravel, 2006
- Courir, 2008